# Gheorghe Măcinic
Gheorghe Măcinic (ur. 2 lipca 1926 w Aradzie) – rumuński wioślarz. Reprezentant Rumunii na Letnich Igrzyskach Olimpijskich 1952 w Helsinkach. Na igrzyskach uczestniczył w wioślarskiej ósemce w składzie Iosif Bergesz, Milivoi Iancovici, Ștefan Konyelicska, Gheorghe Măcinic, Ion Niga, Ștefan Pongratz, Alexandru Rotaru, Ștefan Somogy, Ion Vlăduț. Załoga rumuńska odpadła po pierwszym repasażu.